# Salus Football Club
El Salus Football Club es un club de fútbol uruguayo con sede en la ciudad de Montevideo, en el barrio de Nuevo París. Actualmente disputa la tercera categoría del fútbol Uruguay, la Primera División Amateur, y la Copa AUF Uruguay con equipos de las cuatro categorías de la Asociación Uruguaya de Fútbol y equipos de la Organización del Fútbol del Interior.
Se origina en la década de los años 20 cuando residentes de Nuevo París, que organizaban tardes de picnics y fútbol con y para los vecinos, decidieron fundar un club de fútbol el 10 de abril de 1928.Sus colores tradicionales originarios de un dueño catalán de una tienda del barrio, el cual donó al club camisetas de su club Fútbol Club Barcelona, para disputar partidos.
El club actualmente actúa como un club social para los asentados del barrio, a lo largo de su historia ha adoptado disciplinas como fútbol femenino, futsal, patín artístico, karate, taekwondo, entre otros. A su vez, el club organiza eventos sociales en su sede para sus socios y, de suma importancia, festeja anualmente el carnaval cada verano con un tablado en su sede social.
Salus dio inicio a vida deportiva jugando ligas de barrio y desafíos hasta los años 1950, donde empezó a disputar la Divisional Extra "B", desde ese punto recorrería diversas categorías del fútbol Uruguayo, Divisional de Ascenso a la Extra, Divisional Extra, Primera División Amateur y la Segunda División Profesional.
Desde el año 1959 hasta 2000, Salus se consagró campeón de la Divisional de Ascenso a la extra en 1970, campeón de la Extra en 1971, campeón de la Primera "C" (La actual Primera División Amateur) en 1972 y 1977, y campeón del torneo clausura de la Primera "B" (La actual Segunda División Profesional) en 1999.
En el año 2011 retornó a las competencias oficiales luego de estar un lapso de más de 10 años sin participar en ningún campeonato.Su última actuación en campeonatos organizados por la AUF hasta entonces había sido en el torneo de Segunda División Profesional de 2000. A fines de ese año, se fusionó deportivamente con Villa Teresa (manteniendo su independencia social) dando origen a Alianza Montevideo F.C.,fusión de la que Huracán Fútbol Club iba a ser parte hasta que los socios del club votaron en contra de la misma en 2001.Bajo dicha denominación, disputó los campeonatos de Segunda División de 2002, 2003 y 2004, año en el que, por problemas económicos, el club es obligado a desafiliarse, disolviéndose así la fusión.
Desde su reafiliación a la AUF en 2011 Salus no ha ganado más títulos de carácter oficial, ganando un torneo de preparación amistoso con cuatro participantes llamado "C Cup" en 2017 tras vencer a Mar de Fondo en la final.
Su clásico rival es el Club Atlético Villa Teresa con el cual disputan el Clásico de Nuevo París, el cual solo se ha dado algunas veces en el Siglo XXI, viéndose interrumpido por la fusión y desafiliación de los dos clubes, que mantienen una buena relación social a pesar de la rivalidad deportiva.

## Historia

### Inicios Pre-AUF (1928-1959)

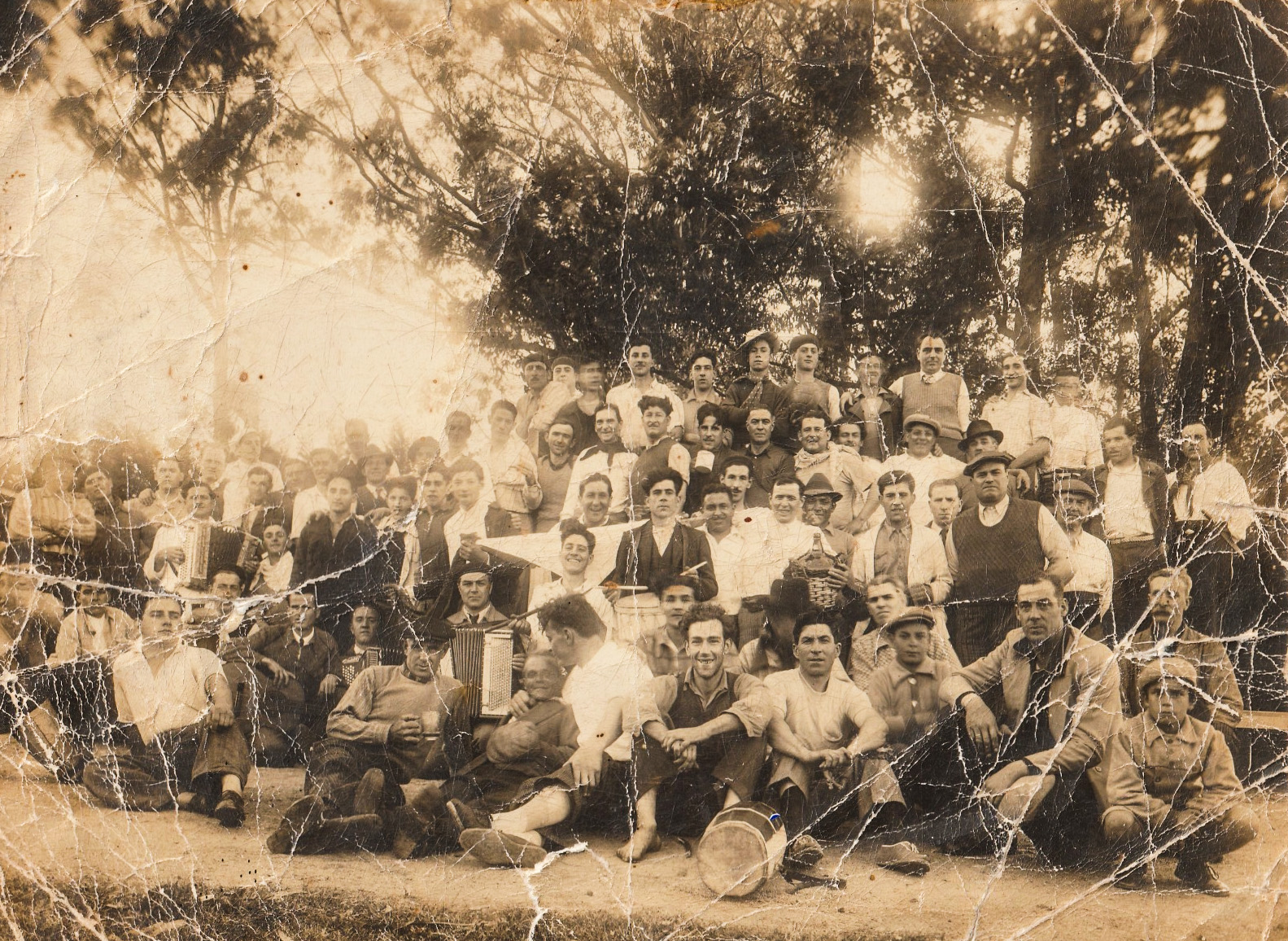
Juntada del club en el campo del futuro "Parque Salus", 1940.

En los años 20, obreros del norte del barrio de Nuevo París organizaban tardes de picnics y fútbol en el club que se empezaba a forjar, dichas tardes posibles debido a la colaboración de las familias y trabajadores que aportaban a los encuentros, uno de los principales colaboradores siendo la panadería de la zona, "Salus". En 1928, en una reunión de una centena de jugadores, familias y entusiastas, decidieron que el club del barrio empezará a funcionar "en serio", acción siguiente, con más entusiasmo que dinero, se redactó el acta fundacional del "Salus Football Club", nombrado en honor a la panadería situada en el barrio, y el 10 de abril de ese año se presentó al Ministerio de Cultura, declarándose así fundado el club.

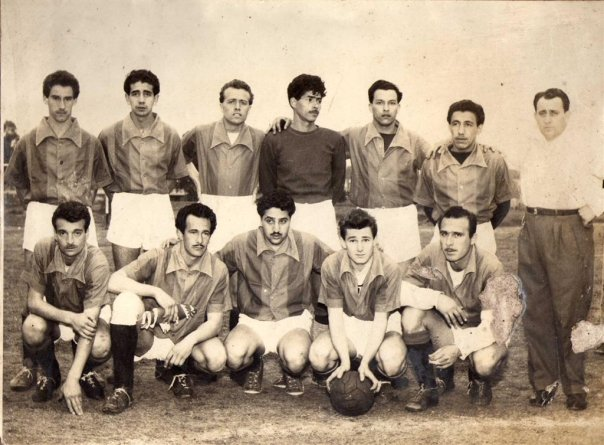
Salus en la década de 1950.

Un inmigrante catalán, dueño de una tienda del barrio, compró y dono camisetas del FC Barcelona para que los jugadores utilizaran en los encuentros y, con el paso del tiempo, el rojo y azul se volverían los colores principales del club de Nuevo París.
En sus primeras décadas de vida institucional, no hubo pretensiones deportivas de mayor empero, limitándose a jugar pequeñas ligas de barrio y desafíos sin campo de juego propio ni alquilado. Durante este tiempo, la imagen de una bandera roja con una franja diagonal azul oscuro, acompañada de las siglas "S.F.C." u otro texto en color amarillo, empezó a consolidarse como primer símbolo de identidad entre los obreros del club.
Salus crecería principalmente como una institución social, un avance se dio en 1950 cuando los empleados de la empresa El Día le cederían al club un terreno en Camino de las Tropas y Camino Melilla, en el cual se elevaba una torre con la antena de una radio en la mitad del mismo, imposibilitando así que Salus oficiara de local allí. Igualmente, el terreno se usó para hacer atletismo, voleibol, baloncesto y artes marciales.

### Inicios en la AUF (1959-1969)

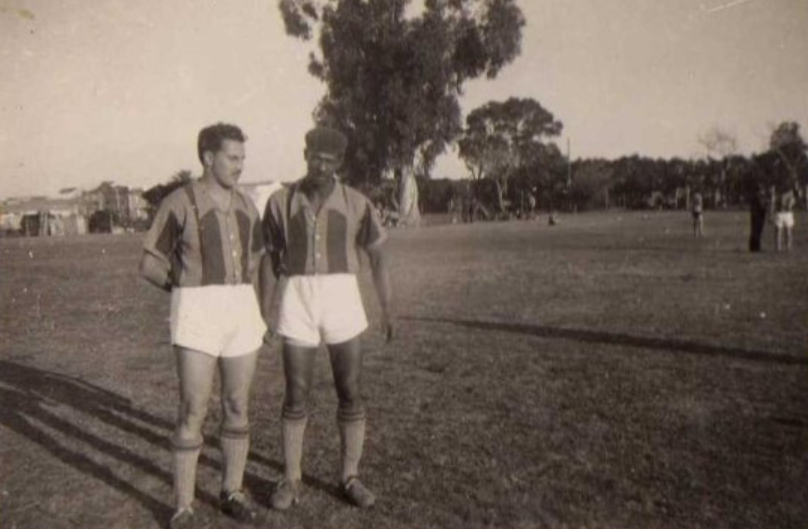
Nelson Cuneo y Jorge Pereyra en frente del predio.

En 1959 el club adquirió una casa señorial y, a su vez, un predio abierto ubicado en Dr. Carlos María de Pena cedido por un vecino del barrio en el cual el Salus pudo oficiar como local, dando inicio a su vida competitiva en la Divisional Extra "B", división en la que jugaría hasta 1966. Los datos históricos de las temporadas de la divisional se encuentran, en su mayoría, perdidos.
En sus inicios la cancha del Salus, a pesar de ser posesión del club y que el mismo oficiaba de local allí, era un campo completamente abierto sin alambrado o gradas. Estas circunstancias llevaron a un recordado incidente el 4 de agosto de 1961 donde el delincuente Mincho Martíncorena, escapando de la policía, se refugió en uno de los vestuarios de chapa de la cancha hasta ser encontrado por la misma, donde fue abatido a 40 balazos.

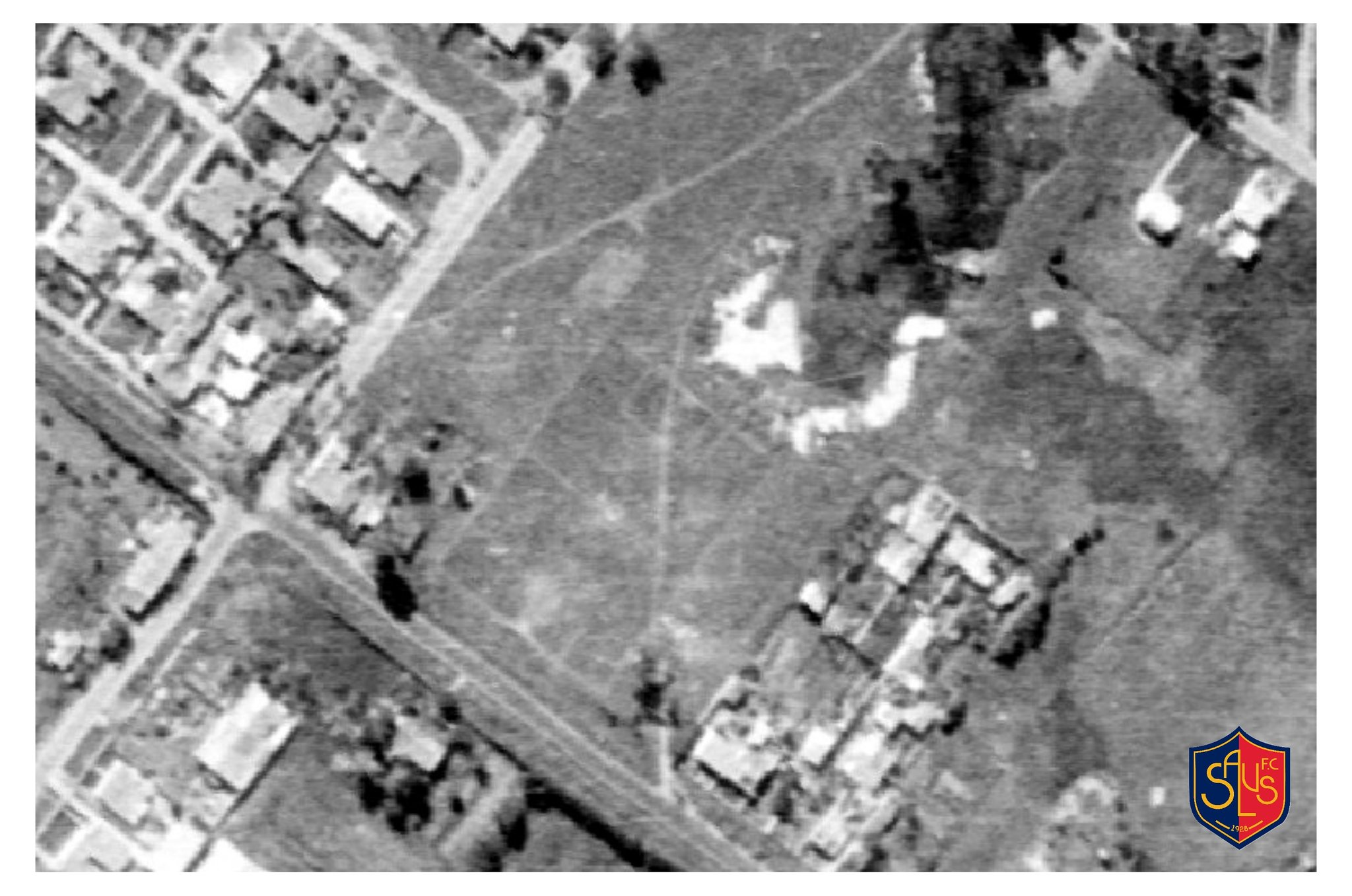
El antiguo Parque Salus en 1966.

Los obreros hinchas y colaboradores del club iniciaron trabajos en la construcción del predio cedido el cual, en un futuro, se convertiría y se inauguraría como el Estadio Parque Salus. Obras que tomarían años finalizar. Fue en estos años, específicamente en 1965, en el que Salus realizaría un esfuerzo social formando un órgano oficial de prensa, en el cual se publicarían los diarios "Salus Noticias", iniciativa que duró hasta el año siguiente.
En 1968, Salus debutó en la primera edición de la Divisional de Ascenso a la Extra (equivalente a la quinta división), divisional a la cual fue transferido después de una reestructuración del fútbol uruguayo junto a todos los equipos de la Extra "A", "B" y "C". El club compartiría grupo con Florencia, Power, HuranCerrit y Sportivo Italiano, en el cual se vería superado por el último mencionado. En 1969, Salus clasificaría a la liguilla final, sin lograr el campeonato.

### Época Gloriosa (1970-1977)

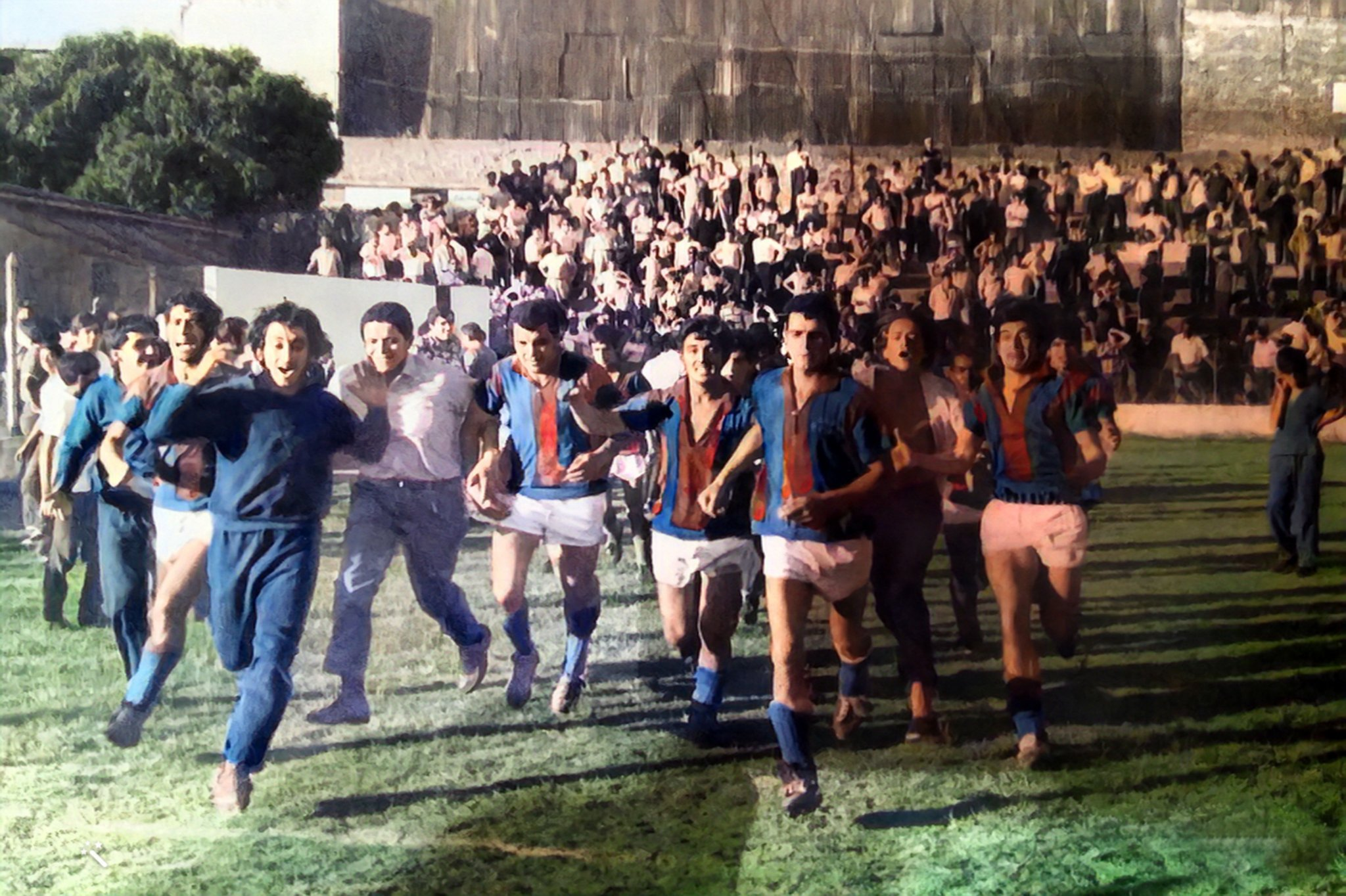
"El grito Salus, ¡Salus Campeón!"

Empezando en 1970, bajo el mando de Guillermo Escalada llegó desde la reserva de Bella Vista una de las máximas figuras del club, Juan León Carballo.

Ese año en la Divisional de Ascenso a la Extra Salus compartiría la serie "A" con los equipos de Arroyito, La Picada, Pastoriza, Florencia y Hurancerrit, en el cual clasificaría primero con 7 puntos para acceder a la liguilla final. La liguilla final fue conformada por Villa Teresa, Misterio, Boca Juniors (Uruguay), Arroyito y La Picada. Se consagró campeón del torneo al vencer 2 a 0 a Misterio en el Parque Capurro con goles de Castro en el minuto 41 y Rodríguez en el 65, ascendiendo así a la Divisional Extra.

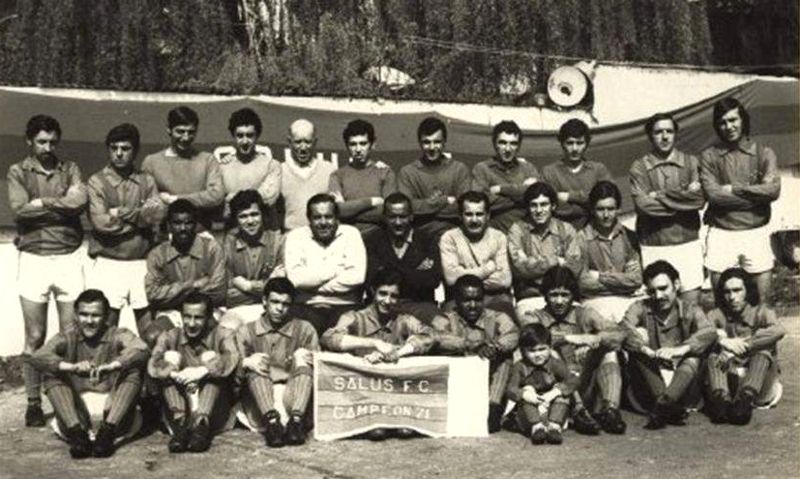
Foto del Salus campeón de la Divisional Extra, 1971.

El 31 de agosto de 1971, en la Extra, el Salus nuevamente se consagró campeón con Escalada como técnico con el agregado de realizar la proeza como invicto, consolidando su título tras empatar 0 a 0 contra Lavalleja y, de esa forma, ascendiendo a la Primera "C".
En 1972 Salus lograría su hito deportivo más importante hasta ese día, en la última fecha del campeonato contra Alto Perú en el Estadio Parque Central, Juan Carballo arrancó desde la mitad de la cancha, eludió a tres jugadores y le pegó fuerte al arco, sentenciando el 1 a 0 final que dejó a Salus primero en la tabla con 29 puntos (1 por encima de La Luz)y, por ende, se declararía campeón de la "C", ascendiendo así a la Primera "B".
Con estos tres logros, Salus marcó un antecedente hasta ahora no replicado: El único club Uruguayo en ascender tres veces seguidas (De quinta a segunda categoría de 1970 a 1972). Los triunfos inspiraron el lema "Tricampeón 1970-71-72" que se hizo presente en varias banderas del club.

#### Participación en el Torneo Ciudad de Montevideo (1973)
Debido a su ascenso a la divisional de segunda categoría el año pasado, Salus se ganó el derecho de disputar el Torneo Ciudad de Montevideo, una copa de carácter oficial que se disputó entre Mayo y julio de 1973 entre todos los clubes de primera y segunda división para un total de 24 equipos, el mismo tuvo la interesante característica de que, en el caso del empate, el ganador se definiría en los tiros desde el punto penal.

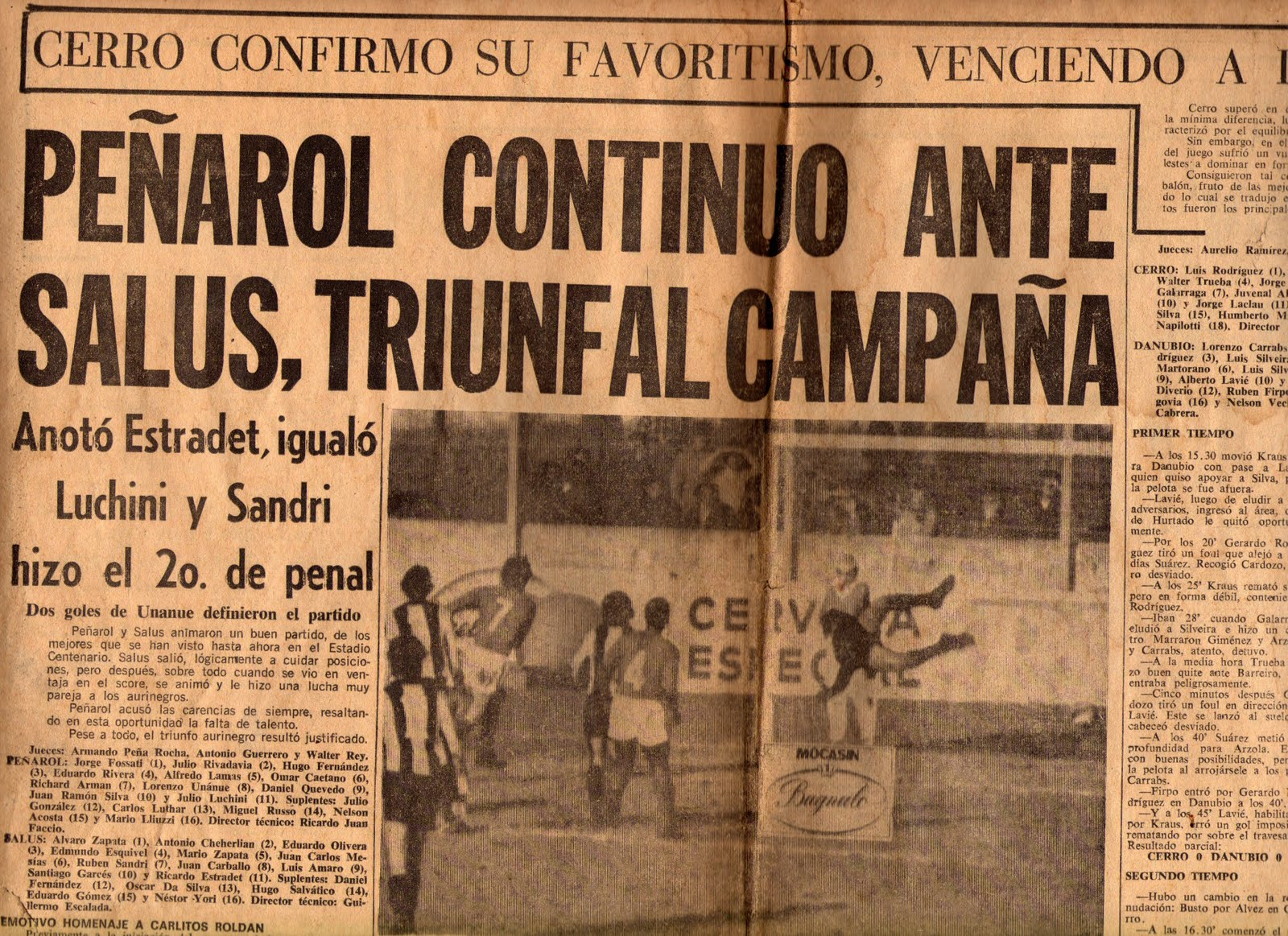
Gol de Sandri vs Peñarol (Diario "La Mañana").

La campaña de Salus fue, en su mayoría, derrotas (La S.I.E.T. siendo uno de los dos equipos el cual Salus pudo vencer, por la vía de los penales), pero uno de los partidos más memorables para la institución fue aquella que disputó ante el Club Atlético Peñarol el 16 de junio de 1973, compromiso que las portadas del diario La Mañana catalogaban como "accesible" a favor del conjunto carbonero.

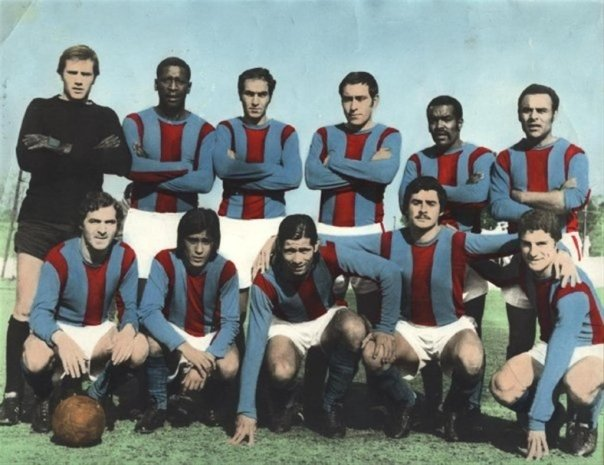
Plantel del Salus en 1973

El partido arrancó en el Estadio Centenario con Salus cuidando posiciones hasta el minuto 13 con el gol de Ricardo Estradé que puso al azulgrana en ventaja. Peñarol empató en el 25' con un penal de Lucchini y tuvo la chance de darlo vuelta cuatro minutos después al ser otorgado un segundo penal, pero el golero del Salus, Álvaro Zapata, contuvo el tiro de Omar Caetano. Al minuto 44, se le otorgó un penal al club de Nuevo París, el cual Sandri convirtió para irse ganando 2 a 1 al entretiempo.
Peñarol terminaría ganando 3 a 2 con dos penales de Lorenzo Unanue, uno en el minuto 50 y otro en el 74. La victoria carbonera fue titulada como "exigida" por el diario previamente mencionado.Fue la primera y última vez que Salus se enfrentó a un equipo grande de Uruguay, al menos de forma forma oficial. Los dirigidos por Escalada no ganarían otro partido y finalizaría penúltimo en su serie y 21° en total, con 4 puntos obtenidos.

#### Encuentro contra San Lorenzo Y Descenso (1973-1976)

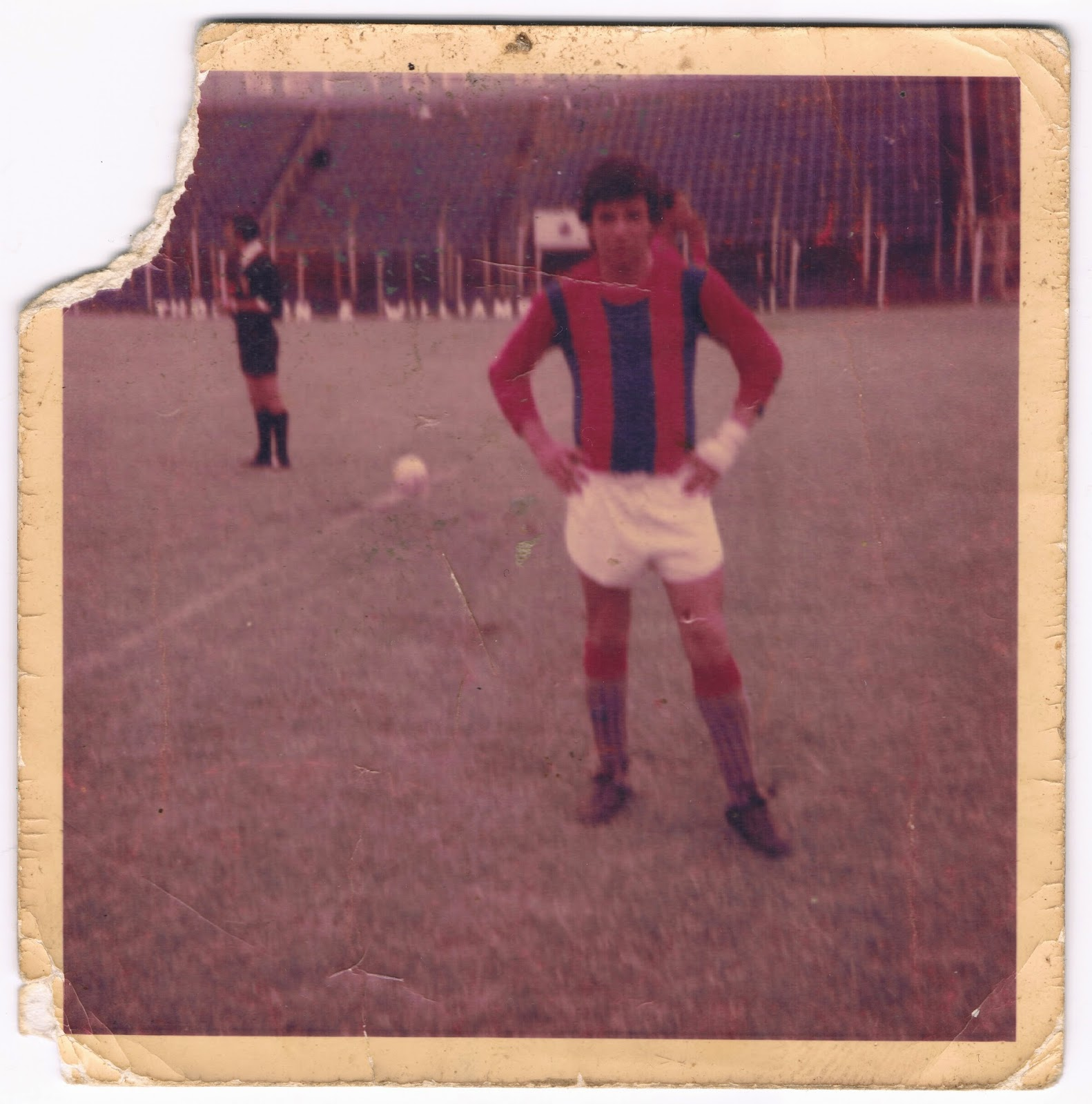
Roberto Cabrera en el estadio El Gasómetro, 1974.

Fue en estos años en el cual, gracias a un vínculo que un entrenador de las divisiones inferiores de Salus formó con San Lorenzo de Almagro, se le dio la posibilidad a la institución de disputar un partido amistoso contra el club argentino en condición de visitante.
Con el esfuerzo de los dirigentes se formó un plantel mixto, formado jugadores de la reserva y de primera, y se encontraron en la Plaza Cuba antes de partir hacia el estadio El Gasómetro, en donde Salus y San Lorenzo jugaron el encuentro. No se conocen otros partidos que Salus halla disputado por fuera de Uruguay, el resultado del compromiso es desconocido.
En la competencia local, Salus finalizaría la temporada de la "B" de 1973 en el 8° puesto de 10 con 15 puntos, salvándose del descenso al quedar 7° en la tabla de promedios.La siguiente temporada Escalada dejó la dirección técnica y en su lugar entró Douzas,donde nuevamente el azulgrana sobreviviría al terminar 9° con 11 puntos y 8° en los promedios, evitando jugar la promoción al derrotar 4-1 al S.I.E.T. en la última fecha.
La campaña de la "B" del Salus en 1975 fue la última en esa seguidilla, ya que finalizaron últimos con 11 puntos, obligando al club a jugar una liguilla por el descenso contra los clubes del 6° al 10° puesto. Salus perdió sus dos primeros partidos del playoff y confirmaría el descenso al ser goleado 6-1 por Miramar en su penúltimo partido, la última fecha de la liguilla no se disputó.

#### Inauguración del Parque Salus Y Campeonato (1977)

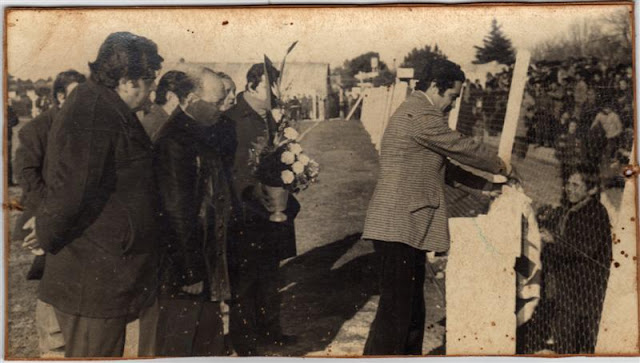
Directivos de Salus y Villa Teresa en la inauguración del Parque Salus.

Guillermo Escalada retornaría a dirigir a Salus en 1977,fue en ese mismo año donde las obras en el predio de Dr. Carlos María de Pena llegarían a su fin para que, el 17 de Julio, directivos del Salus y Villa Teresa oficialmente inauguraran el Estadio Parque Salus frente a los hinchas de los clubes en un evento, donde se descubrió la placa conmemorativa de dicha inauguración.
Fue ese mismo año que, bajo el mando del Chongo Escalada, Salus realizó una campaña en la Primera "C" que lo posicionó 1° faltando tres fechas para el final, con 5 puntos más que su escolta Progreso, de cara al partido frente a Villa Española en su recién inaugurada cancha.
Con un Parque Salus colmado y filas en las boleterías, el azulgrana derrotó a un Villa Española que jugó parte del partido en inferioridad numérica 1 a 0, declarándose de esa manera campeón de la divisional y ascendiendo a la "B" por segunda vez en su historia.Salus no ganaría más partidos esa temporada, finalizando con 37 puntos.

### Equipo Tradicional de Ascenso (1983-1995)

#### Segunda Etapa en la "B" (1978-1982)

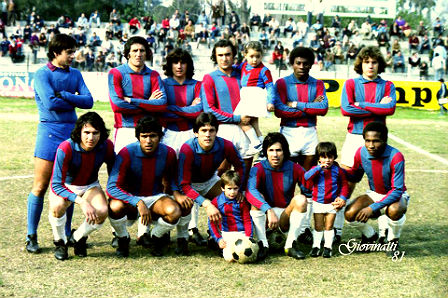
Plantel de Salus en 1981.

Salus se mantuvo en la segunda categoría (en la cual participaban diez clubes) por cinco años, finalizando 7° con 16 puntos y 6° con 17 puntos en los años 1978 y 1979 respectivamente, su categoría nunca peligrando.En 1980 la "B" se expandió a 12 clubes y no tuvo descensos, Salus finalizó 11° de 12 clubes con 14 puntos, uno más que Universidad Mayor.
En 1981 Salus realizó su mejor campaña de la divisional hasta ese momento, en dicha temporada se empezó a jugar la categoría en dos etapas, los punteros de ambas tablas y el de la tabla anual jugarían una liguilla para ganarse el derecho de jugar un partido de promoción a la primera división.
Salus finalizaría 9° en la primera etapa con 8 puntos. En la segunda etapa del torneo Salus llegaría a la penúltima fecha como único puntero con 13 puntos (1 punto más que La Luz y Racing), sin embargo, empataría con Rentistas 1 a 1 y perdería 2 a 0 contra Oriental de La Paz en las últimas dos fechas, permitiendo que Racing, La Luz y Alto Perú lleguen a los 14 puntos, forzando una liguilla de desempate. En dicha liguilla, Salus finalizaría 2° al perder 2 a 1 contra Racing, empatar 1 a 1 contra La Luz y derrotar a Alto Perú 2 a 1, quedando así 1 punto debajo de La Luz, que se ganó el derecho de jugar la liguilla del ascenso. Finalmente, ningún equipo ascendería a primera división.
Salus descendería a la tercera categoría tras finalizar 10° de 11 clubes con 12 puntos en 1982, quedando en puestos de descenso ya que no hubo tabla de promedios.La segunda división volvió a tener 10 clubes el año siguiente.

#### Estadía en la "C" Y Tercer Ascenso (1983-1998)

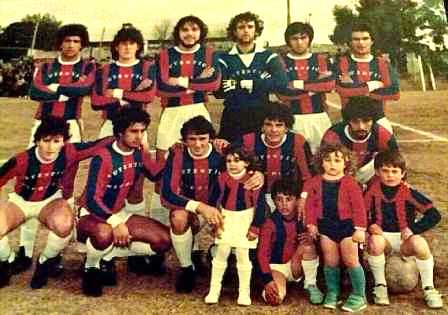
Plantel de Salus en 1986.

Salus jugaría en la tercera división por 13 años sin pena ni gloria, fue durante estos años que el entrenador Jorge Speranza, un director técnico prominente en la historia del club, dirigiría al equipo de Nuevo París por primera vez 1989 hasta 1990.[cita requerida] Algunos jugadores que pasaron por el club fueron Lino Soidan, Carlos Hovanesián y Waldo Vega.

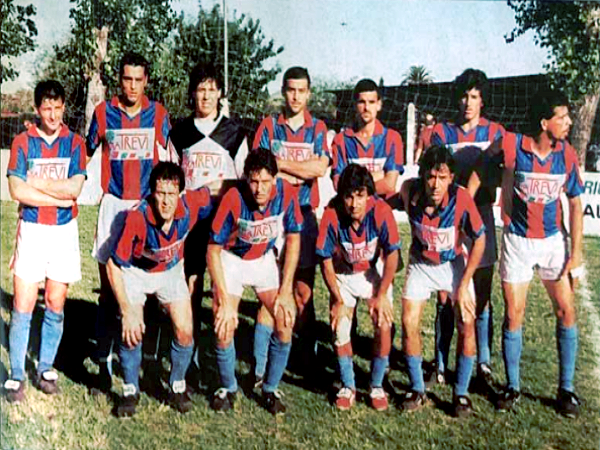
Plantel de Salus en 1996.

En 1996, en la divisional renombrada a "División de Aficionados", Salus logro realizar una buena campaña. Ese año los 9 participantes jugarían todos contra todos en una liga de una sola rueda y 4 clasificarían a una liguilla final ida y vuelta, en el cual ascenderían los dos mejores.
Salus llegaría a la última fecha de la primera etapa en el 5° puesto, 1 punto menos que Parque del Plata sin otros rivales directos, con el cual tenía que disputar la última fecha. El azulgrana lograría derrotarlo 1 a 0 en condición de local y avanzar a la segunda etapa. Salus lograría su tercer ascenso a la Segunda División Profesional tras finalizar 2°, por encima de El Tanque Sisley y Oriental de La Paz.

### Breve Resurgimiento (1997-1999)
En 1997, la institución llegó a un trato con el empresario Pablo Bentancur, el cual aportaría dinero al club a cambio de que este le cediera jugadores de las divisiones juveniles, estableciendo una multa de U$S 1.000.000 en el caso de incumplimiento de cualquiera de las dos partes. En el correr de los siguientes dos años el club cedió seis jugadores y recibió U$S 80.000.
El club compitió en la segunda categoría los siguientes dos años sin altibajos finalizando 11° de 13 equipos y 11° de 14 respectivamente,siendo dirigido por Jorge Speranza por segunda vez en 1997[cita requerida] y por Francisco Bertocchi en 1998,director técnico que había trabajado en Liga de Quito anterior a ese año.

#### Campeón del Torneo Clausura de la "B" (1999)

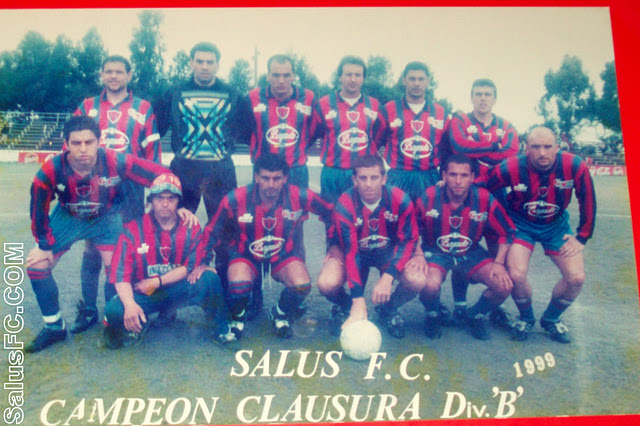
Salus, Campeón del Clausura "B".

Salus logró su máximo hito deportivo de su historia en la temporada de la Segunda División de 1999, el cual contó en esa edición con 14 equipos, un torneo preparación (en el cual participó el equipo de la MUFP), tablas de apertura, clausura y tabla anual, playoffs y liguilla por el ascenso y tabla de promedios.
Bajo la alternante dirección técnica de Edward Rimolo, Alfredo Minigutti y Juan Tejera, el club cosechó 1 victoria, 2 empates y 4 derrotas en la serie "A" finalizando último tras perder contra Villa Española por 2 a 1 el 3 de abril. En el torneo apertura el azulgrana finalizó 12° de 14 equipos con 11 puntos.
La suerte de Salus empezaría a cambiar en cara al Torneo Clausura con Daniel Ricardo Alonso tomando el mando como director técnico, empezando la buena campaña derrotando en la primera fecha del torneo a Montevideo Wanderers, que había quedado 4° en la primera rueda, el 4 de septiembre. A medida que pasaron las fechas, el arquero titular del Salus, Mauricio Vigo, que había llegado al club el año pasado, se fue consolidando como una de las figuras más importantes junto a Adrián Speranza, el máximo goleador del club en las primeras 8 fechas.

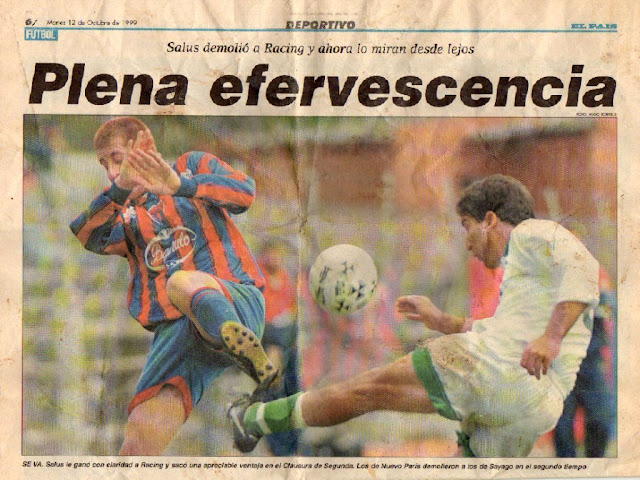
Salus 2-0 Racing (Diario "El País").

El 10 de Octubre Salus llegó como puntero a un partido clave contra Racing (campeón del apertura) por la novena fecha tras de vencer a Progreso 1 a 0 con un gol de Marcelo Almiñana en el minuto 80, habiendo cosechado 19 puntos y recibido 4 goles. El encuentro, disputado en el Estadio Alfredo Víctor Viera, fue parejo en el primer tiempo, pero el equipo de Nuevo París se terminó llevando la victoria con un doblete de Pablo Prandini en los minutos 55 y 81.El arquero Mauricio Vigo, en una entrevista de 2010, identificó este partido como el partido clave de la posterior conquista de Salus.
Tras perder 2 a 0 contra Villa Española y derrotar 2 a 1 a Miramar Misiones con goles de Walter Picabea y Pablo Marmisolle, Salus llegó a la penúltima fecha con 25 puntos y la seguridad de que se consagraría campeón si derrotaba a Colón en condición de visitante. Fue en ese contexto que el día del partido, la tarde del miércoles 20 de octubre, la calle de Dr. Carlos María de Pena se colmó de gente, la entrada de la cancha se llenó de autos y el plantel azulgrana fue recibido con papeles y serpentinas para disputar el compromiso,el cual finalizaría 2 a 0 a favor del club de Nuevo París con goles de Marcelo Espósito en el minuto 61 y Picabea en el 75, declarándose así campeón del clausura de la "B" con una jornada restante y finalizando 6° en la tabla anual.

##### Play-off y Liguilla por el Ascenso
La consagración le dio a Salus el derecho de disputar la semifinal a partido único del play-off por el ascenso contra el Club Atlético Juventud, compromiso que se disputó el 28 de octubre en el Víctor Viera con un aforo de 649 personas. El partido fue cerrado y peleado, el equipo azulgrana se quedó con diez jugadores al ser expulsado Walter Picabea por doble amarilla, en el minuto 85, Alejandro Barbé anotó el único gol del partido y puso en ventaja a Juventud 1 a 0, su compañero Javier Fernández fue expulsado por tarjeta roja directa inmediatamente después del gol y Richard González del equipo de Nuevo París también se iría cuatro minutos después. El partido finalizó con nueve jugadores de Salus contra diez de Juventud, que ascendería a Primera por primera vez en su historia tras vencer a Racing en la final.
En la liguilla por el ascenso (a la cual clasificaban los perdedores de los play-offs y los dos mejores equipos de la tabla anual que no fueron parte de ellos), que se jugó a una sola rueda, Salus perdió su oportunidad tras perder 1 a 0 contra Villa Española con un gol de Fabricio de Carvalho en el minuto 87 y caer goleado 6 a 1 contra Racing el 14 y 18 de noviembre respectivamente. Salus derrotó al Club Atlético Basáñez 2 a 1 en la última jornada, posicionándolo 3° por debajo de los ascendidos Villa Española y Racing.

### Problemas Económicos, Fusión Deportiva y Desafiliación (2000-2004)
El balance de la institución se empezó a desequilibrar empezado el Siglo XXI luego de la desvinculación del club con el empresario Pablo Bentancur luego de finalizada la temporada del año pasado.El 28 de enero de 2000, cien días después de finalizada la temporada del año anterior, la Mutual Uruguaya de Futbolistas Profesionales informó sobre las deudas de los clubes de primera y segunda división las cuales debían ser pagadas antes del inicio de las competencias, con la cifra de Salus llegando a los U$S 39.460,número que subió a 64.000 para el 9 de marzo, nueve días antes del inicio de la actividad.Salus terminó participando en la temporada 2000 sin altibajos, finalizando 9° en la tabla anual con 31 puntos.
Mientras transcurría el torneo las directivas del Salus, el Club Atlético Villa Teresa y el Huracán Fútbol Club, dos instituciones cercanas, empezaron charlas sobre una posible fusión deportiva con el fin de afrontar la mala situación económica por la cual atravesaban las tres entidades. El viernes 6 de octubre de 2000, las masas societarias de todos los clubes involucrados en realizaron asambleas que tuvieron como tema principal la fusión, ya nombrada "Alianza".La fusión se hizo oficial el 24 de noviembre, dando paso así al Alianza Montevideo Fútbol Club, el cual tomaría el puesto que ocupaba Salus en el campeonato de la segunda división. Los socios de Huracán votaron unirse a la misma en febrero de 2001 con 29 votos a favor, cuya legalidad fue cuestionada meses después.

#### Salida de Huracán F.C. (2000-2001)
Coincidiendo con la Crisis económica de Uruguay 1999-2002, la recientemente fundada Alianza tuvo problemas económicos desde un principio, ya que no pudo participar de la temporada de segunda división iniciada el 28 de abril debido a no cubrir una deuda total de U$S 120.000 antes del inicio del campeonato que Salus y Villa Teresa mantenían con sus jugadores de las temporadas de 1999 y 2000.
En 2001 la interna de la Huracán se quebró, su nuevo presidente Eduardo Frisone convocó una asamblea general extraordinaria entre los socios el 30 de mayoque determinó que el club deseaba no participar más en la fusión de Alianza con 41 votos a favor, 2 en contra y 2 abstenciones. Huracán prosiguió a estudiar la asamblea en donde se votó a favor de la fusión el febrero pasado para declararla nula por motivos estatuarios.
Avanzadas las cuestiones legales, Huracán se le negaría el derecho a jugar en la "C" como institución independiente, Frisone sostuvo que el ingreso del club a la fusión no fue legal ya que los dirigentes que lo llevaron a cabo no lo registraron según las disposiciones estatutarias del club.Los directivos de Alianza que estaban previamente en Huracán, Vladimir Larrea, Elías Zumar, Miguel Souza y Carlos Acosta, respondieron a las declaraciones de Frisone señalando que «él mismo estaba como secretario y consta así en documentos, por lo que entonces ‘permitió’ que se cometieran esas irregularidades. Pero además en una asamblea posterior cuando se decidió salir de la fusión también se registraron irregularidades.»La situación terminaría resultando en la salida de Huracán del proyecto Alianza antes de que la misma empezara a competir, Huracán entonces se afilió a la Liga Regional del Sur, donde participó entre 2001 y 2004, y no se reintegraría al fútbol de la AUF hasta 2005.

#### Años en Competencias y Crisis Social (2002-2004)

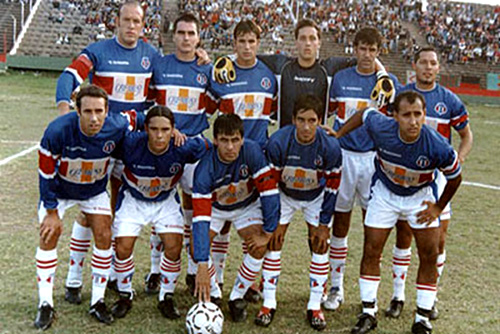
Plantel de Alianza Montevideo F.C.

La Mutual fijó el 15 de febrero de 2002 como la fecha límite para que los clubes de la segunda división paguen sus deudas pendientes, fecha el cual dirigentes de Alianza y otros clubes comprometidos plantearon aplazar diez días antes.Para Abril, Alianza, Rampla Juniors y Cerrito aún buscaban la habilitación para participar ese año a semanas antes del inicio de la temporada.Finalmente, Alianza pudo disputar la temporada de ese año bajo el mando de Fabián Zapataa pesar de no pagar sus deudas,en donde terminó 6° de 15 clubes, estando cerca de ganar el torneo apertura antes de caer 2 a 0 contra Colón FC en la semifinal.
En 2003 nuevamente peligró la participación de Alianza debido a sus deudas, no contando con los fondos o documentos necesarios, la MUFP resolvió darle a Alianza un crédito de U$S 8.672 para que participaran en la competencia de ese año (en la cual terminó 13° de 18 equipos),a cambio de que los jugadores cedieran créditos laborales a favor del gremio, acordando que la deuda debía ser abonada antes del inicio de la competición del año siguiente.En los barrios de Nuevo París y Paso de la Arena, las consecuencias de la crisis económica de esos años arrasó con los residentes, que en su mayoría quedaron sin empleo. Cientos de madres y niños recurrieron al comedor de Alianza, en donde el presidente Elías Zumar reportó que «la situación de precariato del predio hace que no se permita instalar baños adecuados, ni nos llega la luz o el agua. Se trabaja con garrafas, bidones, como se puede.»
El 13 de abril de 2004, nueve días antes de que empezara la temporada, la Mutual advirtió a Alianza que no podría jugar ese año si no pagaba la deuda que mantenía desde 2003 con el gremio,Alianza terminó igualmente jugando el torneo aún debiendo pagar U$S 7.000 cuando el Consejo Ejecutivo habilitó a Alianza a jugar.

#### Expulsión, Desafiliación y Disolución (2004)
La situación general del fútbol Uruguayo llegó a su punto de inflexión cuando, el 25 de junio de 2004, el sindicato de la MUFP decretó un paro general de futbolistas debido a que más de 300 de los profesionales que jugaban en la segunda división no estaban cobrando su salario mínimo,paro que duró por 51 días hasta que se llegó a una resolución con la Asociación Uruguaya de Fútbol.
Como consecuencia del paro y los acuerdos finales, Alianza, Juventud de las Piedras y Colón FC serían expulsados de la temporada de segunda división de 2004 por deudas acumuladas con la asociación y sus jugadores.Una vez expulsados y posteriormente desafiliados de la AUF, la fusión deportiva fue finalmente disuelta en 2005.

### Etapa Desafiliación (2005-2011)

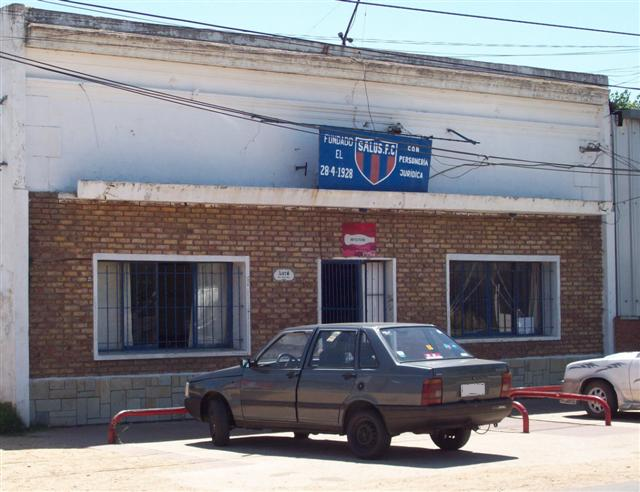
Sede Social del Salus en 2009.

Salus inició entonces una nueva etapa de crecimiento social, no afiliados a cualquier tipo de competición futbolística por primera vez desde la década de 1950. El club continuó con la práctica de otras actividades, actividades recreativas para el barrio y la organización del carnaval todos los veranos.
Asumió una nueva comisión directiva y, el 6 de mayo de 2007, en una reunión por los 79 años de la institución que contó con la participación de socios y allegados, el entonces presidente Pedro Rapallini y un integrante de la comisión directiva, Blanca Formento, destacaron que en esta nueva etapa la institución de concentraría en realizar mejoras para la masa social.
En las reuniones casuales de los vecinos de Nuevo París en las instalaciones de Salus siempre se terminó hablando de anécdotas y hechos del pasado futbolístico del club, por lo cual siempre estuvo presente el deseo de regresar a competencias.
El club continuó pagando conformes por deudas, multas e intereses a UTE por irregularidades en el Estadio Parque Salus anteriores al año 2004, campo deportivo el cual Villa Teresa tuvo arrendado hasta el 31 de agosto de 2009. En 2008 se realizó un convenio con el Villa para realizar mejoras requeridas por la Intendencia Municipal de Montevideo y la AUF con el objetivo de que el estadio quedara habilitado para partidos oficiales.
El deseo del retorno empezaría a consolidarse cuando, el 19 de marzo de 2010, se realizó en las instalaciones de la sede social una reunión en la que participaron dirigentes, socios y allegados a la institución, con el único tema del regreso a la AUF. Por decisión de la totalidad de los presentes, se conformó una comisión de 4 integrantes para obtener todos los datos e información necesaria ante la AUF para tener una situación más clara y real de las posibilidades del club para retornar a competencias.El siguiente 13 de abril, el presidente de la Segunda B Amateur y su tesorero, Clever Laran y  Julio Gonzalez, tuvieron una reunión con la comisión directiva de Salus, donde el club recibió una actualización de toda la información de la divisional.

## Uniforme
El uniforme de Salus está inspirado desde un primer momento en el uniforme del FC Barcelona de España, ya que uno de los fundadores del club era un inmigrante catalán, que donó las camisetas que tenían que llevar los mismos colores azulgranas de su equipo.
- Uniforme titular: Camiseta azul marino con franjas verticales de color rojo, pantalón azul marino con vivos rojos y medias azul marino con vivos rojos.
- Uniforme suplente: Camiseta blanca con una franja horizontal en azul marino y color rojo.

## Jugadores

### Cuerpo Técnico 2024
- Entrenador principal:  Gonzalo Viña
- Ayudante de campo:  Diego Viña
- Preparador Físico:  Mauro Marin
- Colaborador:  Javier Benia

## Palmarés
| Competición nacional                                              | Títulos             | Subcampeonatos      |
| Organizados por AUF                                               | Organizados por AUF | Organizados por AUF |
| ----------------------------------------------------------------- | ------------------- | ------------------- |
| Segunda División Profesional (0):                                 |                     |                     |
| Torneo Clausura de la Segunda División (1):                       | 1999                |                     |
| Tercera División de Futbol Uruguayo (2):                          | 1972, 1977          |                     |
| Cuarta División de Futbol (Divisional Extra): (1)                 | 1971                |                     |
| Quinta División de Futbol (Divisional de Ascenso a la Extra): (1) | 1970                |                     |
|                                                                   |                     |                     |
|                                                                   |                     |                     |
|                                                                   |                     |                     |
|                                                                   |                     |                     |

### Torneos amistosos
- Torneo Preparación "C Cup" (participantes Colon FC, CA Mar de Fondo, CSYD Huracán Buceo y Salus FC): 2017

## Participación en Copa Uruguay
| Copa                  | Posición        | PJ | PG | PE | PP | GF | GC | Dif | Pts |
| Copa                  | Lugar Alcanzado |    |    |    |    |    |    |     |     |
| --------------------- | --------------- | -- | -- | -- | -- | -- | -- | --- | --- |
| Copa AUF Uruguay 2022 | Fase Preliminar | 1  | 0  | 0  | 1  | 0  | 1  | -1  | 0   |
| Copa AUF Uruguay 2023 | Primera Fase    | 2  | 1  | 0  | 1  | 1  | 4  | -3  | 3   |